# 丸山勇三
丸山 勇三（まるやま ゆうぞう、生年不明 - 2009年（平成21年）12月19日）は、愛媛県伊予郡双海町長を務めた政治家である。双海町生まれ。
1979年（昭和54年）、双海町では「双海」のままでは知名度向上が図れないと町名変更の動きが持ち上がり、決定寸前まで行ったものの、推進していた仲野和町長のリコール運動に発展、これを受け仲野町長は選挙にて町民の信を問うことになった。昭和54年7月12日投票の町長選挙には、仲野前町長と、丸山が町名変更反対派に推されて立候補、僅差で仲野が当選した。
ただ、両派の確執は残り、次回、1983年（昭58年）の町長選挙にて丸山が初当選した。これにより一連の町名変更騒動は終息をみた。
初当選の1983年（昭和58年）から2003年（平成15年）まで、双海町長を連続5期20年務めた。任期中は若松進一を起用し、独自のまちおこし政策を進めた。愛媛県町村会長も務めた。
町長退任後の2007年、春の叙勲で旭日小綬章（地方自治功労）を受章した。
2009年（平成21年）12月19日に伊予市内の国道378号で軽自動車を運転中、トラックと衝突する事故で死亡した。72歳。